# Serpentine Lake
Serpentine Lake ist ein Salzsee auf der Insel Rottnest Island im australischen Bundesstaat Western Australia.

## Geographie
Der See ist 1,2 Kilometer lang und 250 Meter breit. 
Er ist der südlichste der zahlreichen Salzseen auf der Insel. Zu den Nachbarseen gehören Lake Timperley, Government House Lake und die Pearse Lakes, die zum Teil nur durch Sandbänke abgetrennt sind.
Westlich des Sees liegt der Oliver Hill.